# Тризуб
Три́зу́б — український національний символ, сучасний малий державний герб України у формі золотого тризубця особливої форми на синьому полі; у минулому — герб князів Русі. Про походження і значення українського герба Тризуба існують різні теорії, жодна з них не є загальновизнаною, але можна виділити кілька теорій які є найбільш обґрунтованими — це трактування Тризуба як стилізованого зображення або сокола, або якоря-хреста.

## Історія
В Русі Тризуб був знаком князів Рюриковичів, але точаться суперечки на тему, чи був Тризуб знаком лише Рюриковичів, або ж давнім знаком слов'ян.

### Київська держава

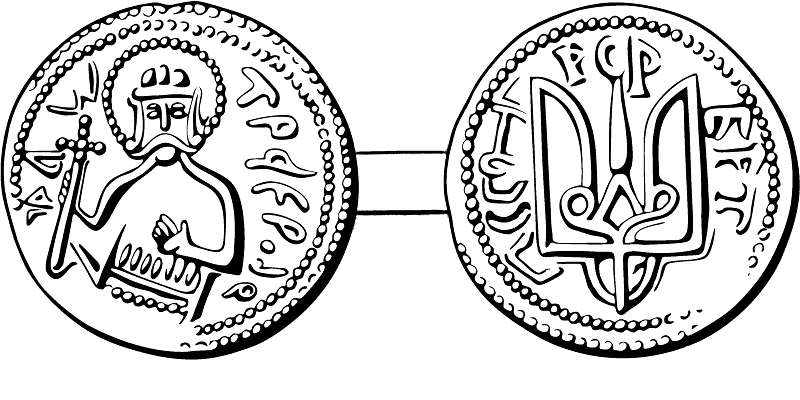
Тризуб на монеті Володимира (Великого) Святославовича

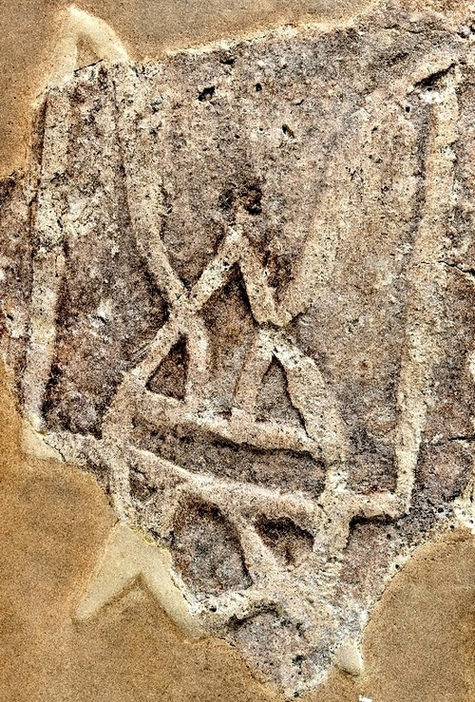
Цегла з тризубом князя Володимира, кін. Х ст. (знайдена в 1908 році в руїнах Десятинної церкви)

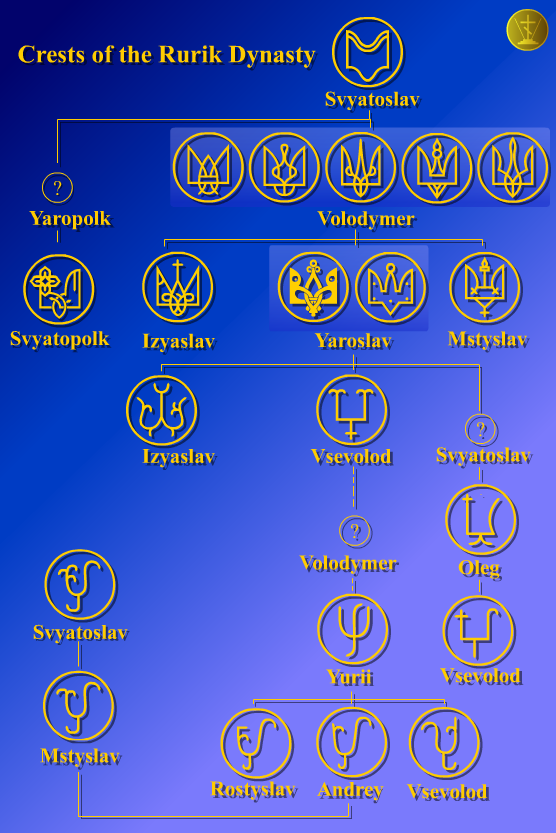
Особисті знаки князів династії Рюриковичів

Визначити значення Тризуба не просто, хоча б тому, що про нього нема жодних письмових згадок в джерелах Русі, історики не знають навіть його київо-руської назви.
Сьогодні найдавнішими артефактами з київо-руським Тризубом є: двозуб Святослава Великого (його зображено на печатці, яку знайшли в 1912 році при розкопках Десятинної церкви) та тризуб на золотих та срібних монетах Володимира Великого. В болгарському літописі «Хроніка Манасії» (XIV ст.) є зображення війська Святослава під Доростолом з прапорами, на верхів'ях держаків яких зображені тризубці.
Велике враження на сучасників справили Тризуби на цеглинах Десятинної церкви в Києві (986—996); Тризуби відлиті на плитках-кахлях Успенської церкви у Володимирі (1160); поодинокий Тризуб надряпаний у Софійському соборі (в Києві) на стовпі південній галереї, яка до перебудови була зовнішньою північною стіною собору; вважають, що за формою цей знак належав Брячиславу Ізяславичу.
Тризуб зображений на могильній плиті французької королеви Анни Ярославни (1032−1075), яка була донькою Ярослава Мудрого.
В наш час (2016 рік) «відомо більше двох тисяч предметів, що несуть зображення знаків Рюриковичів»: монети, підвіски, печатки, персні-печатки, пломби, прикраси на піхвах мечів та на мечах, знаряддя праці, посуд, рукописи; цегла, кахлі, камені церков, замків, палаців. Особливо багато Тризубів в різних варіантах зображено на києво-руських підвісках, які були «ярликами-посвідченнями чиновників Київської Русі».
Тризуб став спадковим геральдичним знаменом для нащадків Володимира Великого — Святополка І (1015—1019), Ярослава I Мудрого (1019—1054) й інших князів.
Двозуб був знаменом Із'яслава Ярославича (1054—1078), Святополка II Із'яславича (1093—1113), галицького князя Льва І Даниловича (1264—1301).
«Знак Рюриковичів» був поширений по всіх князівствах Київської держави протягом кількох століть, але «знак Рюриковичів» зазнавав змін, у деяких князів навіть перетворювався з тризуба на двозуб; або ж до класичного Володимирового тризуба додавали хрест на одне з рамен чи збоку, півмісяць, орнаментальні прикраси тощо. Історики встановили, що при переході герба від батька до сина, в «батьківській варіант» вносилися невеликі зміни — таким чином виникло чимало різновидів «знака Рюриковичів». Сучасна історіографія знає близько 2 сотень різновидів Тризуба.
Тризуб використовували також як символічний і релігійний знак в українському фольклорі і церковній геральдиці.

#### Загальна кількість відомих науці «знаків Рюриковичів»
Найновіші наукові розробки з класифікації княжого знаку Рюриковичів належать С. В. Белецькому. Згідно з його дослідженнями, для 39 князів V—VII колін роду Рюриковичів, які жили в кінці Х — початку ХІІ ст., зараз відомо трохи більше 14 різновидів знаків, тобто власними гербами користувалися біля З6% князів. Для представників шести наступних поколінь Рюриковичів (близько 280 осіб), які жили в ХІІ-ХІІІ ст. С. В. Белецький наводить більше 250 типів княжих знаків, тобто «особисто-родовими знаками» користувалися більше 90 % князів Рюриковичів (див. «Український Тризуб», с. 132).

### Період забуття Тризуба
Згортання вживання Тризуба розпочалося з середини XI ст. — тоді Тризуб перестали карбувати на монетах Київської Русі, бо лише три князі Русі розміщували Тризуб на своїх монетах:
- Володимир Великий (князь київський в 978—1015) та Ярослав Мудрий (князь київський в 1016—1018, 1019—1054) — карбували тризубці;
- Святополк Окаянний (князь київський в 1015—1016, 1018—1019) карбував на монетах двозубець у якого один зуб закінчувався хрестом.

Печатки з зображення «знаку Рюриковичів» використовували в X—XIII ст.
В середині XIII ст. «знаки Рюриковичів» повністю зникли з ужитку як державні або особисті знаки князів.
Період забуття Тризуба тривав з середини XIII сторіччя аж до кінця XVIII сторіччя, коли були знайдені перші монети Київської Русі з цим знаком. Спроби пояснити Тризуб почалися з початку XIX сторіччя — сам термін «Тризуб» вперше вжив історик Микола Карамзін в творі 1815 року.

### ХХ століття

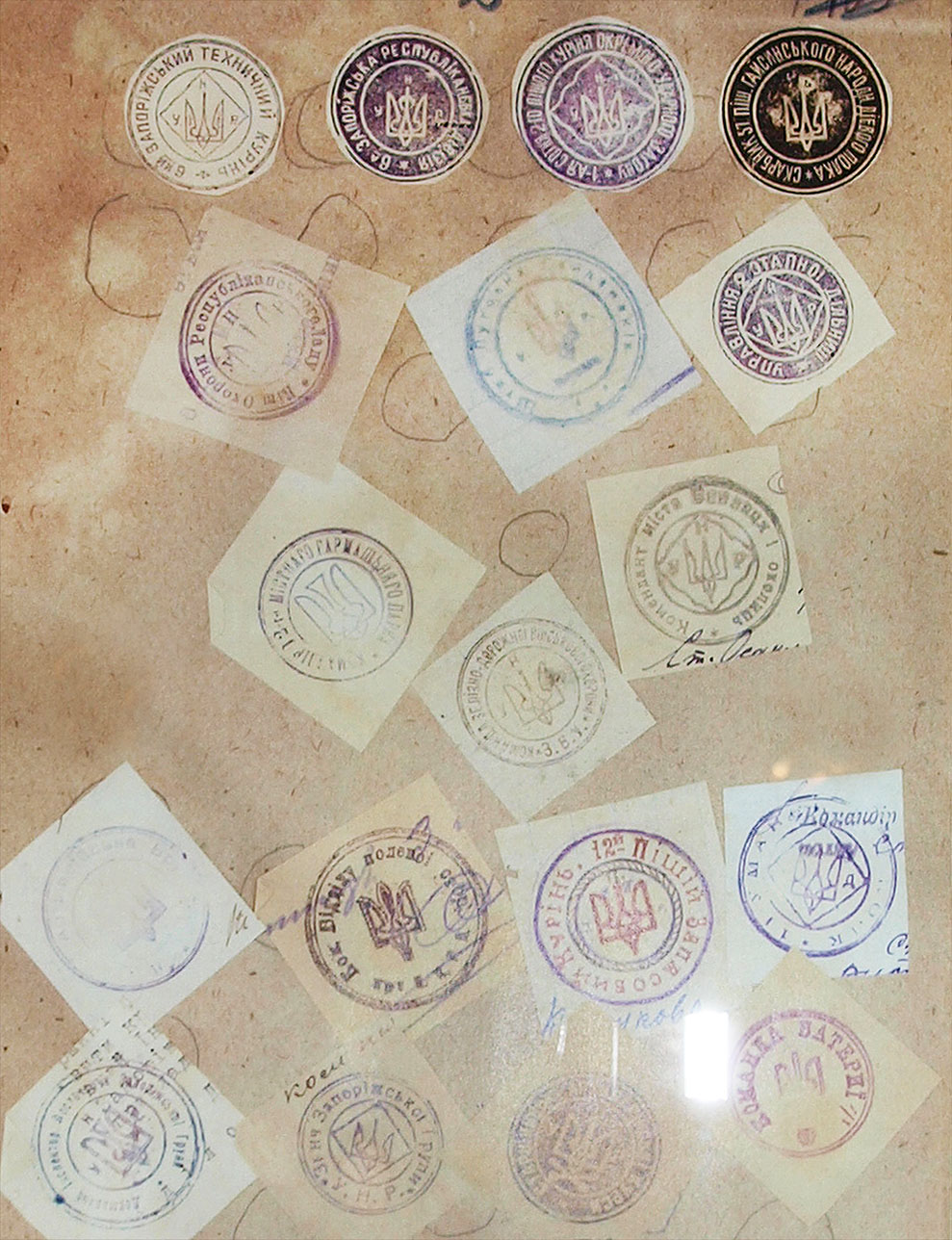
Печатки 1918—1920. Музей УНР

По відродженні української держави, 15 (2) листопаду 1917 року на «Підготовчій комісії» Михайло Грушевський запропонував як герб України — золотий плуг, а професор Дмитро Антонович запропонував Тризуб, який в грудні 1917 року був прийнятий як герб УНР та розміщений на грошах УНР:
 — «Прийнятий в грудні 1917 року Українською Центральною Радою державний герб тризуб зайняв своє перше і почесне місце на першому державному банкноті Української Народної Республіки — 100 карбованців, виданому 24 грудня 1917 року».
Остаточно Володимирів тризуб був прийнятий на пропозицію Михайла Грушевського, як Великий і Малий державний Герб УНР у відповідному орнаментальному обрамуванні — Малою Радою (12 лютого 1918 року у Коростені) та Центральною Радою (22 березня 1918 року). Автором проектів був Василь Кричевський. Тоді ж (22 березня 1918) схвалено велику й малу печатки УНР зі знаком Тризуба. Він фігурував на «державних кредитових білетах, банкнотах» (автори проектів Георгій Нарбут, О. Красовський, І. Модзалевський, В. Кричевський й ін.) Української Народної Республіки, згодом — на грошах Української Держави гетьмана Скоропадського та Директорії Української Народної Республіки.
Як герб Української Держави Тризуб залишився за гетьманату Скоропадського (1918), а далі й за Директорії УНР. Емблемою Українського Чорноморського флоту (закон від 18 липня 1918) був тризуб з хрестом угорі.
15 березня 1939 року Сейм Карпатської України теж визнав Тризуб з хрестом за державний герб. «Організація українських націоналістів» своїм гербом має Тризуб, в якому середній зуб замінений мечем. Деякі організації українських католиків мають емблеми у вигляді Тризуба з хрестом.
Радянська влада СРСР називала Тризуб «знаком українських націоналістів», адже він нагадував про незалежну «Українську народну республіку» і тому переслідувала Тризуб, це переслідування було одним з проявів «політичних репресій в СРСР».
На початку 1990-х років серед істориків точилися дискусії про правомірність використання Тризуба як державного герба. Противники Тризуба твердили, що це був знак династії Рюриковичів і ніякого стосунку до всього українського народу він не має. Українці ж самі видобули цей герб із глибини тисячоліть, повернувши його із небуття, з непам'яті. У рамках цієї дискусії варто згадати Володимира Шаяна, який назвав Тризуб «Великим Таїнством Української Душі».
Після відновлення української національної державності Верховна Рада України своєю постановою «Про державний герб України» від 19 лютого 1992 року затвердила Тризуб, як Малий герб України, вважаючи його головним елементом Великого герба України. Тризуб став офіційною емблемою нашої держави. Нині за Конституцією України, прийнятою 28 червня 1996 року, головним елементом великого Державного Герба України є Знак Княжої Держави Володимира Великого (тризуб) — малий Державний Герб України.

## Псевдонаукові гіпотези

### Гіпотези від XIX до середини XXст. щодо значення та походження Тризуба
Відомий дослідник Тризуба В. Січинський навів в своїй книзі перелік трактувань Тризуба по стану на середину XX сторіччя:
1. «Схематизоване і стилізоване відображення голуба як символу св. Духа чи іншої птиці (автори: Кене — норманський крук, Кунік, Стасов, Гільдербранд, Арнс).
2. Стилізована квітка, трисвічник чи орнамент (Шодуар, Войєков, Сахаров, І. Толстой, Шуберт, Кондаков, Левшинський, Таубе).
3. Схематичний рисунок лука зі стрілою, згодом під назвою „куша“, уживаний як знак київського магістрату в XVI—XVIII ст. (А. Толстой).
4. Голова (закінчення) булави або князівського скіпетра, або корони як символ влади (Уваров, Самоквасов, Вільчинський), подібно тому, як у XVI—XVII ст. таке значення мала булава, пернач, чи чекан (М. Грушевський).
5. Корогва (прапор), поділений на три частини (Тілезіус, Салєт).
6. Мотив корабельної котви (тобто якоря) (Бартоломей).
7. Рунічне письмо (Й. Толстой, Кунік, Болсуновський, Орешніков, Чернев).
8. Монограма Володимира (грецькими літерами „ВАСІЛЕУС“, чи „БАЗІЛЄУС“), володаря чи інша монограма (Болсуновський, Соболевський, Скотинський).
9. Слово чи ціле речення (Пачовський, О. Пастернак).
10. Символ блискавки, подібний до „знаку зміїв“ індіанських племен Північної Америки (В. Кедровський)»[8]
11. головний убір великих князів київських
12. Кінське сідло(це добре помітно на гербі Святослава)

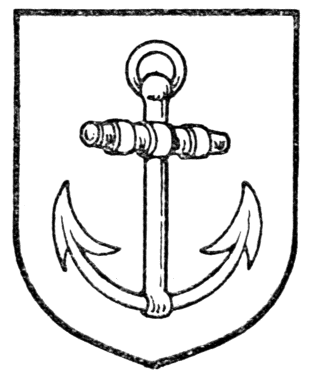
Герб з якорем.

Шеврон батальйону «Донбас», 2014 рік.

### Предметне трактування
Так звані «предметні гіпотези» намагаються відшукати «тризубці» серед об'єктів навколишньої дійсності. Деякі дослідники вважають Тризуб відтворенням форм верхньої частини скіпетра візантійських монархів, скіпетра скіфських царів, зображенням корони, тобто предметів, що символізують державну владу. Інші вказують на те, що тризуб нагадує обриси птаха, уособлюючи норманського крука, слов'янського сокола або голуба Святого Духа. Також є фахівці, які вважають, що Тризуб є стилізованим символом сокола, який був священним птахом і символом Першобога для слов'ян. Є гіпотези, що цей символ — емблема, пов'язана з конкретним предметом людської життєдіяльності: якорем, норманським шоломом, сокирою, прапором, рибальським знаряддям, луком зі стрілою, колоском тощо.

### Тризуб як атакуючий сокіл-«Рарог»
Популярним є трактування, що Тризуб нібито є «соколом-Рарогом, який падає на здобич».
Олександр Бєлов і Георгій Шаповалов назвали антинауковою версію, яку висловлював донецький дослідник О. П. Черних у своїй книзі «Древний мир сквозь призму звукосмысла». Черних стверджував, що через чеське слово raroh — «сокіл», польське rarog — «балабан», можна прийти до того, що українське «балабан» означає «великий мисливський сокіл», тобто «сокіл помітний», і встановити зв'язок із дієсловом «бовваніти», а далі зв'язати із словами «болван, булван і буван» і прийти до слова «ідол». Черних потім припускає, що у давнину широко відомим був ідол у вигляді сокола, що атакує, вирізаний з дерева і розміщеного на культовому стовпі.

#### Тризуб як ворон бога Одіна
В XIX сторіччі скандинавський дослідник Кене висловив думку, що Тризуб означає скандинавського крука (ворона), якого досить часто вікінги зображували на своїх прапорах. Для вікінгів цей крук символізував «крука бога Одіна».

#### Ливарна форма з «соколом униз головою» в Старій Ладозі

Герб міста Стара Ладога (Ленінградська область), затверджений 2007 року, до того герб не містив сокола

Згідно літописів, місцем, в якому найперше висадився варязький князь Рюрик та його брати Синеус та Трувор було село Ладога (сучасне село «Стара Ладога» Ленінградської області). Російські історики інколи називають село «Ладогу» — першою столицею варязької Русі. До 2007 року на гербі Старої Ладоги були зображені «ворота шлюзу та море», але 20.11.2007, щоб підкреслити зв'язок з Рюриком (чи з Рарогом) був прийнятий новий герб — «сокіл, який пікірує» (обриси сокола близькі до українського герба Тризуба; сокіл — золотий, тло — червоне).
20 червня 2008 року, в селищі Стара Ладога (Ленінградська область), було знайдено уламок глиняної ливарної форми з зображенням птиці, в цьому уламку була відбита верхня половина фігури птиці, а залишилися хвіст та частини крил. Цей уламок був знайдений серед великої кількості плавильних формочок «скандинавського типу». Знахідку віднесли до приблизно 925—950 років. Цей уламок в Росії оголосили як «найдавніший прототип герба Тризуба», але водночас російські історики вказують, що орел (чи сокіл) на цій формочці дуже схожий на «сокола на монетах данського конунга Анлафа Гутфрітссона», 939—941 рр. (графство Йорк, Коппергейт, Англія)[неавторитетне джерело].

### Філософські трактування

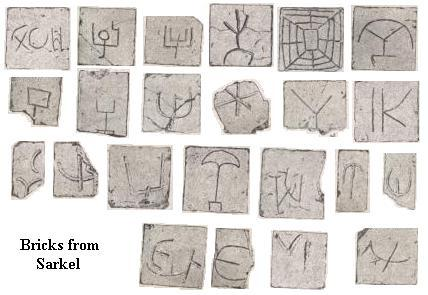
Цеглини з Саркелу з тюркськими тамгами (тризубцями). Саркел побудовано в 834—837 рр., зруйновано Святославом в 965 р.

У деяких українських навчальних посібниках для школярів і студентів, поряд із загальноприйнятими гіпотезами про знак князівської влади, озвучувалися і трактування, засновані на триєдиності. Зокрема, про «три сфери — небесну, земну, підземну», або про «три царства — неба, землі, пекла»; або про «три стихії — сонця, повітря, води»; або, що це знак Святої Трійці. Бєлов і Шіповалов оцінюють ці посібники як слабкі.

### Тризуб як «зброя богів», як знак птиці-блискавки, Великої богині перемоги
Ряд дослідників висловили думку, що Тризуб є «релігійним знаком, подібним до хреста або свастики» (А. Портнов, Н. А. Соболєва, А. Л. Карнаух), або «релігійним знаком Великої богині» (Ф. Є. Фльорова, Н. А. Соболєва, А. Железний, А. Л. Карнаух) (див. «Український Тризуб», с. 130, с. 137).

### Дослідження Н.А.Соболєвої та «тюрксько-болгарські тризубці та двозубці»
Спеціаліст з геральдики Н. А. Соболєва (Росія) розглядала Тризуб з точки зору Євразійської єдності, і зібрала інформацію про «тризубці, як знаки верховної влади» в період раннього середньовіччя у народів Євразії, від монголів до болгар, хозарів, русів. Н. А. Соболєва звернула увагу на роботи болгарських істориків:
- В. Бешевлієва, який в середньовічній Болгарії фіксує використання грецької літера «Υ» (іпсілон) як «охоронного язичницького знаку верховного тюркського бога Тенгрі», зі значенням «боже поможи» (див. «Український Тризуб»[4], с. 137—138).
- Болгарська дослідниця П. Петрова зазначає, що знак «Υ» («іпсілон», двозубець та тризубець) можна бачити на мідних монетах болгарських царів Шишманів (XIV—XV ст.); на монеті ми бачимо зображення царя, який у лівій руці тримає хрест, а у правій — тризубець (див. «Український Тризуб»[3], с. 139).

Дослідниця Болгарії та Хозарії Ф. Є. Фльорова (її висновки цілковито поділяє Н. А. Соболєва) звертає увагу на те, що серед графічних малюнків в Першому Болгарському царстві (681—1018 рр.) існує «антропоморфна фігура з піднятими руками» — цю фігуру Ф. Є. Фльорова вважає зображенням Великої богині, та прообразом двозубця та Тризуба. Причому вона зазначає, що у хозар та болгар — двозубці та тризубці мали практично однакове значення (див. «Український Тризуб», с. 136—137). Фльорова «наводить також свідчення щодо того, що емблемою Великої богині у контексті індоєвропейської традиції міг бути і знак тризубця».
Н. А. Соболєва вважає, що «як знаки Рюриковичів були прийняті язичницькі культові символи, магічна природа яких безумовна (Стависький)… Дослідники золотоординських старожитностей доводять, що у татаро-монголів, як у деяких народів Євразії, двозубець і тризубець були тамгами роду, який царював… Однак, вважає Соболева, найбільш близькі аналогії двозубцям і тризубцям простежуються в Хозарії, Волзькій і Дунайській Болгаріях» (див. «Український Тризуб», с. 134).
У висновках Н. А. Соболєва характеризує Тризуб, як «сакральний, магічний символ, релікт колишніх вірувань… Пізніше відбулася його трансформація у знак княжої власності, «знак Рюриковичів», як він і кваліфікується в історіографії».

#### Дослідники, які вказують на «тюрксько-болгарські тризубці та двозубці»
В. Кір'язов виводить Тризуб від «зброї та знаку бога Тенгрі» у булгар, мовляв, «згідно прадавнім міфам булгар, тризубець був найстрашнішою і найголовнішою зброєю Тенгрі" (див. «Український Тризуб», с. 141) — як можна розуміти, «найстрашніша зброя Тенгрі» це блискавка.

### Тризуб як знак якоря
Доктор соціологічних наук Олександр Бєлов та доктор історичних наук Георгій Шаповалов висловили гіпотезу про якір-хрест. Ця книга була затверджена до друку Вченою радою Інституту української археографії та джерелознавства ім. М. С. Грушевського НАН України, рецензентами виступили два доктора історичних наук, а передмову написав академік і на той час голова Верховної Ради України Володимир Литвин. Гіпотеза Бєлова та Шаповалова полягає в тому, що Тризуб прийшов на Русь з християнської Візантії:
- «Як бачимо, і цей, і всі інші символи, які ми розглядаємо, є абсолютно ідентичними хрестам-якорям-тризубам, які перейняли свого часу князі Київської Русі із Візантії» («Український Тризуб», с. 225).

Автори зібрали чималий матеріал про історію виникнення та розвитку «знаку якоря» від якого, мовляв, походить «Тризуб Володимира»:
- знак якоря проявляв себе в стародавньому світі, передовсім в Греції, починаючи з VI ст. до н. е.; поодинокі прояви шанування якоря були в Староданьому Єгипті в III—II тис. до н. е.; також в Римській імперії;
- з появою християнства «знак якоря» увійшов в християнство як символ «надії на спасіння» (в юдаїзмі такого знаку не було), водночас «знак якоря» поєднався з хрестом і виник християнський знак якір-хрест;
- саме з культу якоря, мовляв, виник знак «тризуб Володимира Великого»;
- в останніх главах книга «Український Тризуб» дає опис того, як «київо-руський Тризуб» в XIII—XVII століттях (на теренах Київської Русі та України) трансформувався в християнський знак якір-хрест. Знак якір-хрест нібито активно використовувався в українській геральдиці в козацькі часи.

## Галерея

### Родові герби та символи

Знак Володимира Святого
Знак Ярослава Мудрого
Герб «Стовпи Гедиміна»
«Стовпи Гедиміна» на гербі Сейму Литовської Республіки
Родовий герб володимирських зем'ян Костюшковичі-Хоболтовських

### Герби держав

Малий герб Української Народної Республіки (1917—1920)
Великий герб Української Народної Республіки (1917—1920)
Герб Української Держави (1918)
Герб Карпатської України (1939)
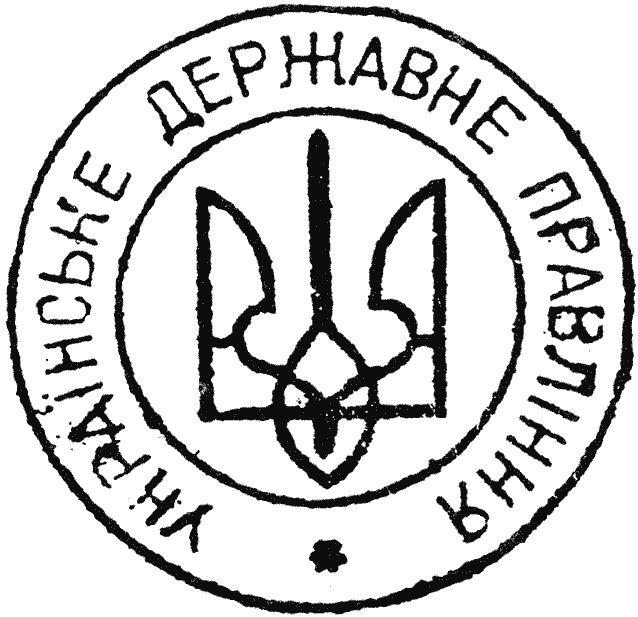
Гербова печатка Українського державного правління Української держави (1941)
Герб України (з 1992 року)

### Стилізація
Багато організацій в Україні використовують стилізований тризуб в своїх логотипах і прапорах.

Логотип Української асоціації футболу з 2016 року
Логотип Національного олімпійського комітету України
Біло-червоно-білий прапор із колонами Ґедиміна у формі тризуба білоруської діаспори в Україні, який також використовує полк імені Кастуся Калиновського[21][22]
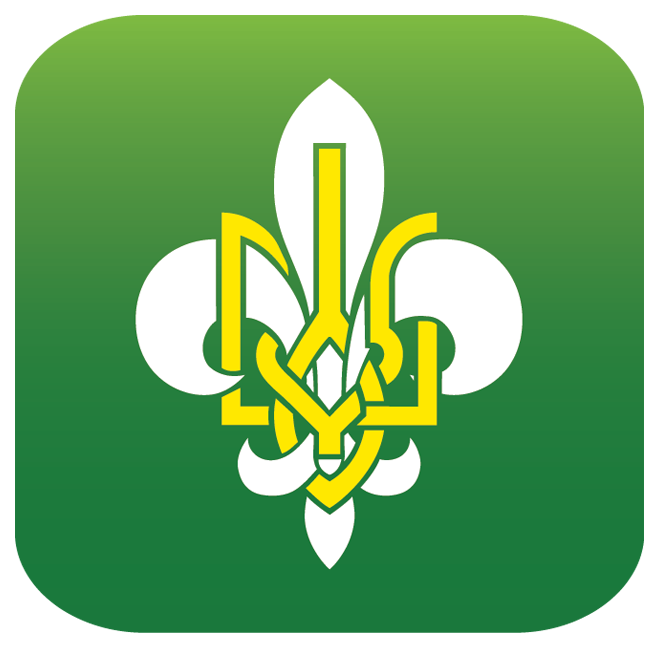
Логотип Пласту
Логотип Спілки української молоді
Логотип Державного бюро розслідувань
Логотип Державного космічного агентства України

### Тризуб у Росії
З 1930-х років тризуб у формі, наближеній до українського тризубу, з невеликими відмінностями, є символом Народно-трудового союзу російських солідаристів.

Тризуб і двозуб на глеках з Трубчевська (ХІІ ст.)
Емблема НТС

## Гончарні клейма
У квітні 2023 році, у місті Володимирі на Волині, під час дослідження урочища Апостольщина археологи знайшли денце гончарного горщика періоду XII—XIII століть із клеймом тризуба. Елемент керамічного посуду має невеликий розмір, а викарбуваний стилізований тризуб — 5х4 сантиметри. Як зазначається дослідниками, на давньоруській кераміці майстри зображали солярні знаки: коло, хрест та тризуб, при чому тавро тризуба було рідкісним. Особистий князівський герб (зображення тризуба) на денця посуду ставили на тих виробництвах, котрими управляв князь.

Тризуб на гончарному клеймі міста Новгород-Сіверський (ХІ-ХІІ ст.)

### Відео
- | Зовнішні відеофайли | Зовнішні відеофайли                                                                          |
| ------------------- | -------------------------------------------------------------------------------------------- |
|                     | Тризуб, руський лев чи двоголова курка: який герб України справжній? // 10 запитань історику |
- «Значення Тризуба». Передача «Краєзнавча подорож», Дніпропетровська Обласна державна телерадіо компанія. 1-5.10.2014. [Архівовано 24 червня 2021 у Wayback Machine.]
- Книжкова виставка «Український тризуб у духовній символіці» в бібліотеці ім. Горького (Запоріжжя). За участю Г. І. Шаповалова. 18.2.2015. [Архівовано 24 червня 2021 у Wayback Machine.]
- «Загадка Трезубця». Телеканал СТБ (Україна). Передача «В пошуку істини». 25.10.2013. [Архівовано 26 квітня 2019 у Wayback Machine.]
- Значение Тризуба по книге А. Л. Карнауха. 4.9.2015, телеканал «Регион Днепр», Днепропетровск. [Архівовано 24 червня 2021 у Wayback Machine.]
- Тризуб, що видно з космосу. Велетенський Символ України виклав на горі власноруч виклав 90-літній Анастасій Козак, колишній воїн Української Повстанської Армії. Місто Острин (Івано-Франківська область). 15.1.2013. [Архівовано 24 червня 2021 у Wayback Machine.]
- Національний символ Кримського ханства — тарах тамга. Гульнара Абдулаєва. 17.5.2013. [Архівовано 24 червня 2021 у Wayback Machine.]
- Тризуб. Передача «Сторінками історії». Житомирська Обласна державна телерадіо компанія. 6.11.2013. [Архівовано 24 червня 2021 у Wayback Machine.]
- «Чергова тайна українського герба розгадана». Телеканал ICTV, передача «Ранок у великому місті». 26.6.2015. [Архівовано 28 серпня 2015 у Wayback Machine.]
- Тризуб. Коротка історія герба України. 27.9.2015 [Архівовано 12 лютого 2020 у Wayback Machine.]
- Украинский тризуб в Париже. Сюжет «Первого телеканала» (Россия). 14.08.2014. [Архівовано 25 липня 2019 у Wayback Machine.]